# Schrifteditor
Schrifteditoren, fachsprachlich auch Font-Editoren (von englisch Font, „Schrift“), sind Computerprogramme zur Erzeugung und Bearbeitung von Schriftarten zur Benutzung auf dem Computer.
Während in der Vergangenheit hauptsächlich Bitmap-Schriften in vielen verschiedenen, größtenteils proprietären Rastergrafikformaten (zum Beispiel BDF, Bitmap Distribution Format) erstellt und verwendet wurden, sind heute Outline-Schriften in Vektorformaten üblich. Typische Vertreter sind PostScript-Schriften (vor allem Type-1-Fonts), TrueType, OpenType, CID-kodierte Schriften und seltener auch Multiple Master Fonts.

## Beispiele
- METAFONT (seit 1979)
- Fontographer (seit 1985)
- Fontlab (seit 1993)
- FontForge (seit 2000, freie Software)
- Glyphs (seit 2011)
- RoboFont (seit 2011)
- GNU Font Editor wird seit 2001 zugunsten des ebenfalls freien FontForge nicht mehr weiter entwickelt.[1]
- Der Editor für benutzerdefinierte Zeichen von Microsoft (kurz EUDC-Editor, Abkürzung für End-User Defined Character Editor) ist ein einfacher Editor auf Pixelbasis, der mit Microsoft Windows seit Windows 2000 mitgeliefert wird. Er kann mit „Start“ → „Ausführen …“ (Windowstaste + R) und der Eingabe von „eudcedit“ gestartet werden. Der Editor erlaubt das Einfügen benutzerdefinierter Zeichen wahlweise in einzelne Schriftarten oder global auf einem der für die private Nutzung reservierten Unicode-Punkte U+E000 bis U+F8FF.
- Birdfont[2]